# Артєм'єв Владислав Михайлович
Владислав Артєм'єв (рос. Владислав Артемьев; 5 березня 1998, Омськ) — російський шахіст, гросмейстер від 2014 року.
У складі збірної Росії переможець командного чемпіонату світу 2019 року.
Його рейтинг станом на березень 2020 року — 2716 (29-те місце у світі, 7-ме в Росії).

## Шахова кар'єра
Неодноразово представляв Росію на чемпіонаті світу i Європи серед юнаків, 2011 року здобувши в Албені бронзову медаль чемпіонату Європи до 14 років. Двічі взяв участь в шахових олімпіадах серед юнаків до 16 років, разом з командою здобувши дві медалі: золоту (2012) і срібну (2013). Також був багаторазовим медалістом чемпіонатів Росії серед юнаків, зокрема золотим в категорії до 21 року (2013).
Гросмейстерські норми виконав у таких роках: 2011 (в Тюмені, посів 1-ше місце), 2012 (в Павлодарі) а також 2014 (в Єревані). Серед інших його успіхів на міжнародних змаганнях можна відзначити зокрема поділ 1-го місця в Тюмені (2012, разом з Михайлом Бродським i Павлом Коцуром), поділ 1-го місця в Кірішах (2012, разом з Володимиром Бєлоусом), 1-ше місце в Кірішах (2013), 1-ше місце в Москві (2014, турнір Moscow Open–F) а також поділ 1-го місця в Ташкенті (2015, Меморіал Георгія Агзамова, разом з Владиславом Ткачовим)
У січні 2019 року став переможцем одного з найсильніших турнірів, що проводиться за швейцарською системою — «Gibraltar Chess Festival 2019». Його результат 8½ очок з 10 можливих (+7-0=3), турнірний перформанс склав — 2941 очка.
У березні 2019 року Артеєм'єв у складі збірної Росії став переможцем командного чемпіонату світу, що проходив в Астані. Крім того, набравши 81,3 % можливих очок, росіянин посів 1-ше місце серед шахістів (+5-0=3, турнірний перформанс — 2839), які виступали на резервній шахівниці.
У червні 2019 року став переможцем турніру ім. А.Карпова, що проходив у Пойковському. Його результат 5½ очок з 9 можливих (+3-1=5).
Наприкінці грудня 2019 року на чемпіонаті світу зі швидких та блискавичних шахів, що проходив у Москві, Владислав посів:
 — 4-те місце у турнірі зі швидких шахів, набравши 10½ з 15 очок (+6-0=9),
 — 7-ме місце у турнірі з блискавичних шахів, набравши 13½ очок з 21 можливого (+10-4=7).
У січні 2020 року з результатом 6 очок з 13 можливих (+3-4=6) Артем'єв розділив 10—11 місця на турнірі 20-ї категорії «Tata Steel Chess Tournament», що проходив у Вейк-ан-Зеє.